# Taiji Yamaga
Taiji Yamaga est un militant et une figure de l'anarchisme pacifiste et espérantiste japonais, né le 26 juillet 1892 à Kyoto, et mort le 6 décembre 1970.

## Biographie
Très jeune, il découvre l'idéal anarchiste à Tokyo et milite dans la Japana Esperantista Asocio (Association Espérantiste Japonaise), dans laquelle il devient rapidement secrétaire. En 1910 quand le gouvernement cherche à éradiquer l'anarchisme japonais, il est encore trop jeune pour figurer dans la liste des militants  recherchés par la police et l'armée, et échappe ainsi à la pendaison. Il peut ainsi échapper à la répression en s'exilant d'abord à Taïwan et plus tard en Chine. Il s'installe alors à Shanghai, où il est le collaborateur de Sifo (Liu Shifu, premier anarchiste Chinois, également espérantiste) et du journal Ming Sing, se chargeant de la section espérantiste.
Durant la Première Guerre mondiale, il désapprouve les positions bellicistes du Manifeste des 16. Il retourne au Japon, où il se marie avec son amie Mika, mais en 1927 il retourne en Chine avec Sanshirō Ishikawa; Shanghai est alors en pleine effervescence révolutionnaire. Il y travaille comme professeur d'espéranto à l'Université du Travail et fait preuve d'une grande activité en tant que militant anarchiste.
Mais la présence de l'armée japonaise en Chine le pousse à quitter le continent pour les Philippines, où il travaille comme rédacteur dans un journal de Manille durant la Seconde Guerre mondiale. Il réalise également le premier dictionnaires tagalog-japonais.
Une fois la guerre terminée, il retourne au Japon, où il prend une part active à la renaissance du mouvement anarchiste japonais et en particulier à la création le 12 mai 1946 de la Fédération anarchiste japonaise. Grâce à ses connaissances linguistiques, il joue le rôle de Secrétaire aux Relations Internationales. Il est également secrétaire général de la fédération en diverses occasions et collabore au journal Heimin Shimbun, qui paraît à partir du 15 décembre 1945.
Pacifiste convaincu, il participe activement à l’Internationale des résistant(e)s à la guerre pour laquelle il édite le journal "Citoyen du monde" (Mondcivitano en espéranto), et assiste à son Xe congrès en Inde en 1960.
Admirateur de Lao Tseu, il écrit un livre pour diffuser la pensée de l'auteur. Il s'agit d'une traduction en espéranto du Tao Tö King, traduction qui servira de base à la traduction hispanique.
À partir de 1961, il tombe malade, mais bien que paralysé, il reste engagé dans le mouvement anarchiste et pacifiste jusqu'à sa mort.

## Sources
- (eo) Cet article est partiellement ou en totalité issu de l’article de Wikipédia en espéranto intitulé « Jamaga Taiĵi » (voir la liste des auteurs).